# The Donnas
The Donnas fue una banda femenina de hard rock proveniente de Palo Alto, California que ha sido influenciada por bandas como The Ramones, The Runaways, Riff, AC/DC, Bratmobile y Kiss. Formada en 1993 por Brett Anderson como voz y teclados, Allison Robertson como guitarra, Maya Ford como bajista y Torry Castellano como batería. 

## Inicios
Las cuatro muchachas de la localidad californiana de Palo Alto, son la cantante Brett Anderson (nacida el 30 de mayo de 1979), la guitarrista Allison Robertson (nacida el 26 de agosto de 1979), la bajista Maya Ford (nacida el 8 de enero de 1979) y la baterista Torry Castellano (nacida el 8 de enero de 1979). A los catorce años estas amigas de instituto comenzaron a practicar rock con el nombre Ragady Anne, influenciadas tanto por The Ramones como por las Riot grrrl, gente como las Runaways o Bikini Kill. Tras participar en un concurso de talentos, el grupo poco a poco fue vislumbrando una posible carrera musical profesional, en especial cuando contactaron con Darrin Raffaelli, quien se convertiría en su mánager. 
En ese momento se habían cambiado el nombre, habían pasado a llamarse "The Electrocutes", banda en la cual interpretaban canciones henchidas de rebeldía pop-punk adolescente. Como The Electrocutes el grupo grabó el LP llamado "Steal yer lunch money", que no apareció publicado en su momento y sí en 1999. Raffaelli, aprovechando la pasión de la banda por la música de The Ramones, decidió emular a los vecinos de Queens haciendo que sus chicas adoptasen nombres falsos, todos comenzaban por Donna y seguidos por la inicial de su apellido. Así Anderson se convirtió en Donna A., Robertson en Donna R., Ford en Donna F. y Castellano en Donna C. 
Así ya con el nombre de The Donnas preludió su primer disco grande "The Donnas", lanzado en 1997, era un disco ramoniano con temas pop punk y pop rock de poco más de un minuto. Su segundo álbum de estudio fue "American Teenage Rock 'n' Roll Machine", el cual fue lanzado en 1998. "Get Skintight", lanzado en 1999, un disco producido por los hermanos Jeff y Steve McDonald. En este disco se aprecia, además de sus pautas punk rock, una tendencia hacia sonidos más hard rock.

## Popularidad
Después de lanzar su disco "Turn 21" en 2001 (en el cual se encuentra la canción "Midnite Snack" que "raramente" esconde una increíble similitud con la canción "Macadam 3...2...1...0..." [cita requerida]perteneciente a Riff, banda formada y fundada por Norberto "Pappo" Napolitano, y editado en 1981 cuando las integrantes de The Donnas tenían tan solo 2 años de vida), The Donnas debutó en el sello Atlantic con "Spend the night", lanzado en 2002. Este disco les trajo una mayor popularidad en todo el país, llegando a tocar en el escenario principal del famoso festival Lollapalooza. Inclusive, el sencillo "Take it off" fue incluido en la primera versión de Guitar Hero. Bajo el mismo sello lanzan "Gold Medal" en 2004, álbum que se diferencia del anterior por seguir un sonido más ligado al rock pop. álbum en el que también, deciden adoptar una imagen más madura desechando el uso de los seudónimos "Donna".
En 1999 tuvieron una participación en la película Drive Me Crazy donde hacen de ellas mismas en dos oportunidades: en un videoclip casero donde se promocionan como banda tocando "Get Rid Of That Girl" y en el final de la película donde tocan "Keep On Loving You" de REO Speedwagon

## Actualidad
El 19 de mayo de 2006, The Donnas publicó un anuncio en su página web, en el cual expresaban que “separaban caminos de Atlantic Records” clamando que “la decisión fue completamente mutua y amigable y no impresionó a la banda, y no impresionará sobre la escritura, grabación, y gira del nuevo álbum de The Donnas”
En marzo del 2007 The Donnas lanzó su primer sencillo de su próximo nuevo e independientemente grabado y financiado álbum, que incluso incluía un nuevo logo. La canción se titulaba "Don't Wait Up For Me" .
"Bitchin´", el séptimo álbum de studio de The Donnas, fue lanzado el 18 de septiembre de 2007, siendo Producido por Jay Ruston y The Donnas, además de salir a la venta a través de su propio sello Purple Feather Records, lanzando tres canciones del álbum en su Myspace oficial.
The Donnas estuvo con una extensa gira el año 2008, en Estados Unidos y Canadá, en compañía de The Hives. Y en Melbourne, la banda australiana Kisschasy fue parte de su gira "Skin and Bones". Además, a finales del año la banda repitió la gira de Brasil de 2007 pero esta vez extendiéndola en más ciudades, y pasando por último por Buenos Aires, siendo esta su primera vez en Argentina.
Cada una de las integrantes usaba el seudónimo de "Donna" seguido de la primera letra de su apellido, por lo tanto serían:
- Brett Anderson es Donna A
- Allison Robertson es Donna R
- Maya Ford es Donna F
- Torry Castellano es Donna C

Solo en el lanzamiento de su sexto álbum Gold Medal decidieron abortar de los seudónimos para presentar una imagen más madura en concordancia con el sonido del mismo álbum.
Cuando The Donnas estaba promocionando su quinto álbum de estudio Spend the Night, Torry sufrió tendinitis y un año más tarde, en octubre de 2003, la operaron de la misma. Cuando estuvo recuperándose, tuve que re-aprender a tocar la batería para poder agarrar bien las baquetas para lanzar el sexto álbum del grupo, Gold Medal, lanzado el 26 de octubre de 2004. Sólo podía tocar la batería por ciertos períodos.
En el año 2009, la tendinitis volvió. Esta vez, la banda puso en reemplazo de Torry a Ami Cesari.
El 9 de julio de 2010 se anunció mediante un correo electrónico de la banda, titulado "Un anuncio especial de Torry", que no podía tocar la batería nunca más. "Como estoy todavía adolorida, mis doctores llegaron a la conclusión de que no puedo tocar la batería nunca más porque si sigo, seguiré adolorida por el resto de mi vida. [...] He decidido que tengo que retirarme. [...] Me han gustado todas las experiencias que hemos tenido juntos y realmente quiero agradecerles por su apoyo y los momentos divertidos. [...] Siempre seré una Donna y seré una parte de la familia de The Donnas. Sé que seguirán apoyando a la banda y yo estaré allí también, como Donnaholic #1"

## Discografía

### Álbumes
- The Donnas (1997)
- American Teenage Rock 'n' Roll Machine (1998)
- Get Skintight (1999)
- The Donnas Turn 21 (2001)
- Spend the Night (2002)
- Gold Medal (2004)
- Bitchin (2007)
- Greatest Hits Vol 16 (2009)

### Participación en Soundtracks y Compilaciones
- "Speeding Back To My Baby" – Gearhead Compilation (1998)
- "Checkin' It Out" - Jawbreaker Soundtrack (1998)
- "Strutter" – Detroit Rock City soundtrack (1999)
- "Keep On Loving You" – Drive Me Crazy soundtrack (1999)
- "Wig-Wam Bam" – Runnin' on Fumes! / The Gearhead Magazine Singles Compilation (2000)
- "Backstage" – Freaky Friday soundtrack (2003)
- "Dancing With Myself" – Mean Girls OST (2004)
- "Please Don't Tease" – New York Minute soundtrack (2004)
- "Everyone Is Wrong" – Elektra soundtrack (2005)
- "Roll On Down The Highway" – Herbie: Fully Loaded soundtrack (2005)
- "Drive My Car" – This Bird Has Flown - A 40th Anniversary Tribute to The Beatles' Rubber Soul (2005)
- "Kids In America" – Nancy Drew soundtrack (2007)
- "Take Me To The Backseat" - D.E.B.S. (película de 2004) soundtrack (2004)
- 'I Don't Want To Know' - Gran Turismo 4 (2004)
- 'Too Bad About Your Girl'- Grind (2003)